# Heinrich Ehrlich (skladatel)
Heinrich Ehrlich (5. října 1822 Vídeň - 30. prosince 1899 Berlín), byl rakouský a německý, pianista, hudební skladatel, autor publikací o hudbě a spisovatel.

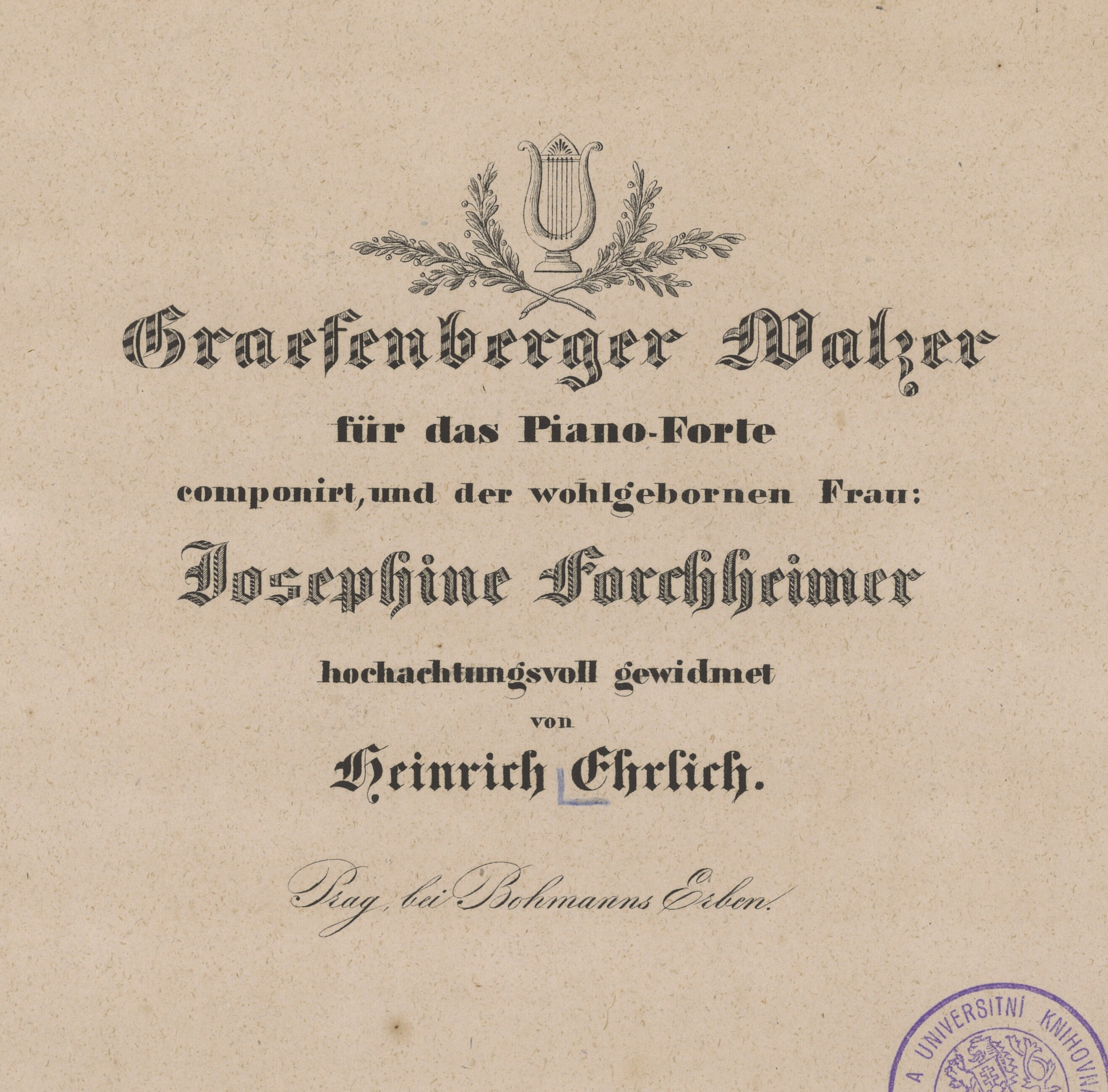
Heinrich Ehrlich: Graefenberger Walzer für das Piano, Valčíky - Partitury pro sólový nástroj, Titulní list i noty – litografie

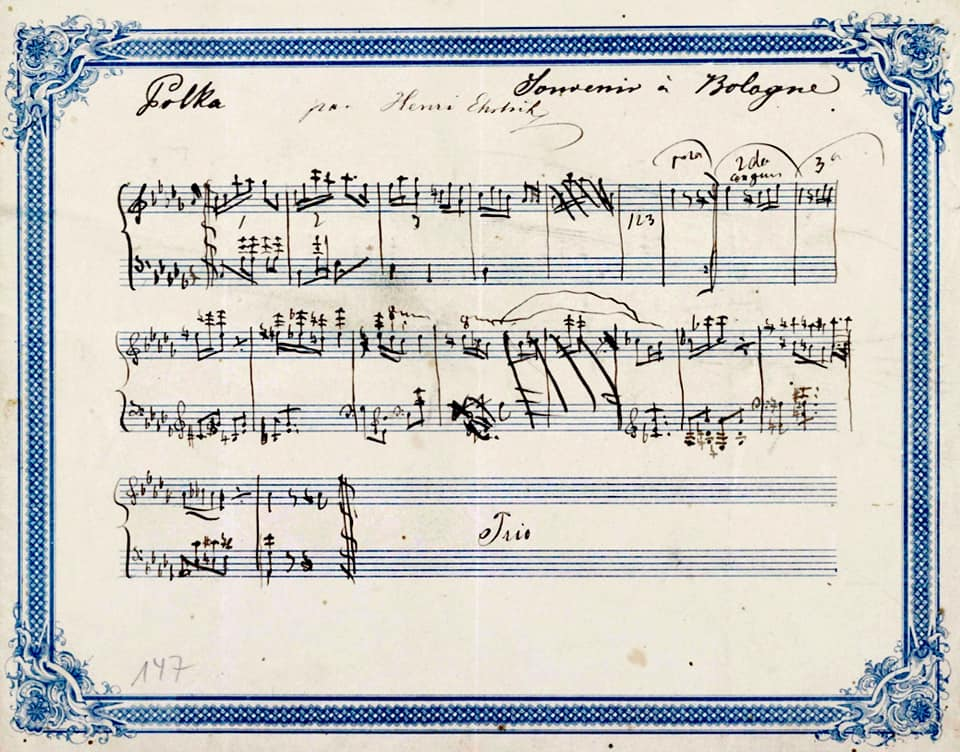
Polka:Rukopisná partitura od rakouského skladatele Heinricha Ehrlich

## Život
Heinrich Ehrlich se narodil ve Vídni v židovské rodině a již v útlém mládí projevoval nadání k hudbě. Po absolvování všeobecného vzdělání studoval na střední hudební škole pod vedením prof. a školitelů Adolfa Henselta, Karla Maria von Bockleta, Sigismunda Thalberga hru na klavír a skladbu u Simona Sechtera. Školu zdárně dokončil, vydal se na dráhu klavírního virtuoza a vzápětí absolvoval nespočet koncertů. V letech 1840-1844 vystupoval v Maďarsku, Rumunsku a turné pak zakončil ve Vídni.
V roce 1848 se stal zvláštním dopisovatelem do regionálních novin Augsburger Allgemeine Zeitung, v roce 1852 pak dokonce pianistou hannoverského krále Jiřího V. Hannoverského a v roce 1855 se přestěhoval do Wiesbadenu. O dva roky později odešel do Anglie a v roce 1862 se natrvalo usadil v Berlíně, kde získal vynikající pověst jako klavírista Beethovenových skladeb. V letech 1864-1872 byl učitelem hry na klavír na berlínské Sternově konzervatoři a v roce 1875 získal titul profesora. Mezi jeho studenty byli např. Franz Mannstädt, Friedrich Spiro a Felix Dreyschock, Paul Marsop a Wilibald Nagel. Heinrich Ehrlich přijal křesťanství až ve středním věku. V prosinci roku 1899 v Berlíně koncertní mistr a skladatel Heinrich Ehrlich zemřel.
Kromě pedagogické činnosti byl v Berlíně politickým dopisovatelem pro časopisy Nordic Ape (v roce 1862), Vossische Zeitung (v letech 1867–1869) a L'Independence (v letech 1867–1869). Rovněž byl také hudebním kritikem a hudebním reproduktorem pro Berliner Tageblatt (v letech 1878–1898), Tribüne (v roce 1878), Gegenwart (v letech 1872–1892), Neue Berliner Musikzeitung. Jako jeden z prvních skladatelů sbíral rumunské lidové melodie.

## Dílo

### Učebnice
- Der Musikalische Anschlag
- Wie Uebt Man Klavier
- Musikstudien beim Klavierspiel
- Die Ornamentik in Beethoven's Sonaten
- Die Ornamentik in Sebastian Bach's Klavierwerken

### Odborná litaratura
- 1872 Schlaglichter und Schlagschatten aus der Musikwelt, Guttentag, Berlin 1872
- 1884 Lebenskunst und Künstlerleben, Hofmann & Comp., Berlin 1884
- 1895 Modernes Musikleben, Studien, Allgemeiner Verein für deutsche Litteratur. Berlin
- 1888 Aus Allen Tonarten, Studien über Musik. Brachvogel & Ranft, Berlin 1888
- 1893 Dreissig Jahre Künstlerleben, Steinitz, Berlin 1893

### Lirární dílo
- 1858 Abenteuer eines Emporkömmlings. 2 Bände. Sauerländer, Frankfurt am Main 1858
- 1861 Kunst und Handwerk. Ein Roman vom Verfasser der "Abenteuer eines Emporkömmlings". 3 Bände. Sauerländer, Frankfurt am Main 1861
- 1881 Die Musikästhetik in ihrer Entwickelung von Kant bis zur Gegenwart. Leuckart, Leipzig 1881
- 1885 Novellen aus dem Musikanten-Leben. Spemann, Berlin/Stuttgart 1885